# الحاضرة (جرابلس)
الحاضرة أو بلدق كبير كما تعرف محليّاً، قرية سوريّة تتبع إداريّاً لمحافظة حلب منطقة جرابلس ناحية مركز جرابلس، بلغ تعداد سكانها 477 نسمة حسب التعداد السكاني لعام 2004.
تعديل:
بلغ تعداد سكانها 526 نسمة حسب التعداد السكاني 31 / 12 / 2011، مساحة: 1.5كيلو متر مربع، تشتهر بزراعة: القمح والشعير وبعض البقوليات البعلية إضافة إلى كثافة الاشجار المثمرة على رأسها الفستق الحلبي الذي يعد مصدر الدخل الاساسي للسكان ثم الزيتون واللوز(عقابي)